# Copiatore forense

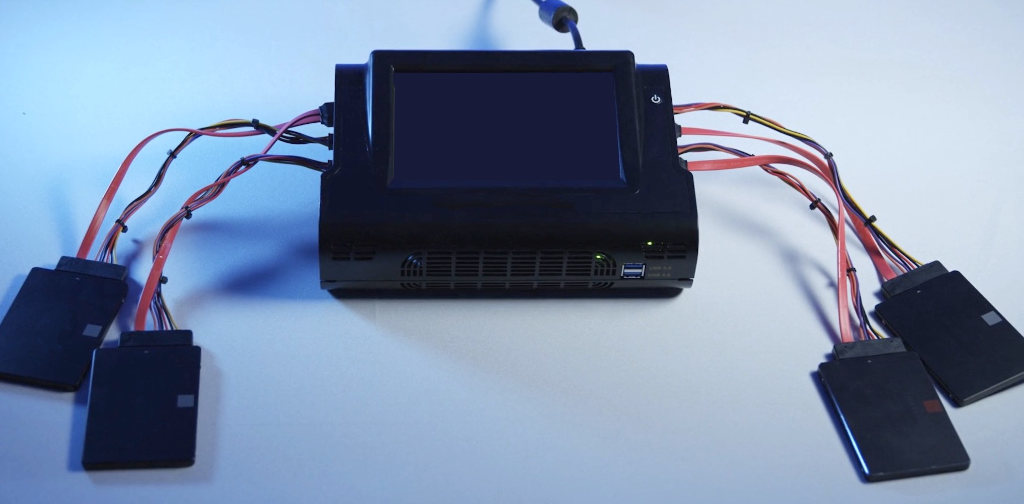
Copiatore forense in procinto di acquisire diversi dischi sorgente in contemporanea.

Il copiatore forense (o forensic duplicator) è lo strumento tipicamente utilizzato in ambito d'informatica forense per eseguire copie forensi di supporti digitali come hard disk, schede di memoria o pendrive. Esistono diversi tipi di copiatori forensi, più o meno performanti e veloci, con il supporto per diverse interfacce (SATA, SCSI, ZIF, USB, etc...) e la possibilità di eseguire più clonazioni in contemporanea.
Una delle proprietà base dei copiatori forensi è la funzione di generazione dei valori hash a tutela della catena di conservazione dei reperti, che vengono poi verbalizzati su carta e controfirmati, oppure sui quali viene apposta data certa tramite marca temporale.
Spesso utilizzati per eseguire copie di numerosi supporti in poco tempo, i copiatori forensi non sono l'unica modalità con la quale è possibile generare copie forensi, è infatti possibile utilizzare distribuzioni forensi basate su Linux (come ad esempio DEFT Linux, ma anche Tsurugi Linux, Paladin o Raptor) o persino software per Windows in combinazione con l'utilizzo di write blocker che producono risultati identici a un copiatore forense, ma con spesa decisamente inferiore anche se spesso tempi più lunghi di esecuzione.